# Internationale Democratische Unie
De Internationale Democratische Unie (Engels: International Democracy Union, IDU) is een politieke internationale van centrumrechtse politieke partijen. De IDU heeft haar hoofdkantoor in de Noorse hoofdstad Oslo en telt 71 aangesloten partijen uit 63 verschillende landen. De meeste partijen zijn conservatief, conservatief-liberaal, of liberaal, maar er zijn ook christendemocratische partijen aangesloten bij de IDU, zoals de Christlich Demokratische Union (CDU).
De IDU werd op 24 juni 1983 in Londen opgericht. De Oostenrijker Alois Mock (OVP) werd gekozen tot de eerste voorzitter. In het allereerste waren er 19 partijen aangesloten bij de IDU, maar dit aantal is gestadig toegenomen. Sinds 2018 is de Canadees Stephen Harper (CPC) voorzitter van de Internationale Democratische Unie.

## Aangesloten politieke partijen
- Australië - Liberal Party of Australia
- Azerbeidzjan - Azərbaycan Milli İstiqlal Partiyası
- België - Nieuw-Vlaamse Alliantie
- Canada - Conservative Party of Canada
- Chili :

1. Unión Demócrata Independiente (UDI)
2. Renovación Nacional (RN)

- Colombia - Partido Conservador Colombiano
- Cyprus - Democratische Vergadering
- Duitsland

1. Christlich Demokratische Union (CDU)
2. Christlich-Soziale Union (CSU)

- Denemarken - Det Konservative Folkeparti
- Dominicaanse Republiek - Partido Reformista Social Cristiano (PRSC)
- Estland - Union Pro Patria et Res Publica ;
- Finland - Kansallinen Kokoomus (Kok)
- Frankrijk - Les Républicains ;
- Georgië - Verenigde Nationale Beweging (ENM)
- Griekenland - Néa Dimokratía (ΝΔ)
- Guatemala - Partido de Avanzada Nacional (PAN)
- Honduras - Partido Nacional
- Hongarije - Fidesz - Magyar Polgári Szövetség (Fidesz)
- Kroatië - Hrvatska Demokratska Zajednic (HDZ)
- Marokko - Parti de l'Istiqlal (PI);
- Nieuw-Zeeland - New Zealand National Party (National)
- Noorwegen - Høyre (H)
- Oostenrijk - Österreichische Volkspartei (ÖVP)
- Portugal - Partido Popular,
- El Salvador - Alianza Republicana Nacionalista (Arena)
- Servië - Demokratska stranka Srbije (ДСС)
- Spanje - Partido Popular (PP)
- Slovenië - Slovenska demokratska stranka (SDS)
- Sri Lanka - United National Party (UNP)
- Zweden - Moderata samlingspartiet
- Taiwan (Republiek China)- Kwomintang,
- Tanzania - Chama cha Demokrasia na Maendeleo (Chadema)
- Tsjechië - Občanská demokratická strana (ODS)
- Verenigd Koninkrijk - Conservative & Unionist Party
- Verenigde Staten van Amerika - Republican Party
- Zuid-Korea - Saenuri dang

### Geassocieerde partijen
- Bolivia : Poder Democrático Social (PODEMOS)
- Ghana : New Patriotic Party (NPP)
- Grenada : New National Party (NNP)
- Italië : Il Popolo della Libertà (PdL) Unione dei Democratici Cristiani e di Centro (UDC)
- Luxemburg : Chrëschtlech Sozial Vollekspartei (CSV)
- Malta : Partit Nazzjonalista (PN)
- Mongolië : Democratische Partij
- Mozambique :Resistência Nacional Moçambicana-União Electoral (Renamo-UE)
- Namibië : Democratic Turnhalle Alliance (DTA)
- Paraguay : Asociación Nacional Republicana-Partido Colorado (ANR-PC)
- Polen : Platforma Obywatelska (PO)
- Saint Kitts en Nevis : People's Action Movement
- Saint Vincent en de Grenadines : New Democratic Party
- Zwitserland: Parti démocrate-chrétien (PDC)
- Oekraïne  : Al-Oekraïense Unie "Vaderland"

### Waarnemende partijen
- Argentinië : Unión del Centro Democrático
- Bosnië-Herzegovina : Partij van de Democratische Vooruitgang
- Guatemala : Partido Unionista
- Litouwen : Tėvynės sąjunga -Lietuvos konservatoriai (TS-LK)
- Nicaragua : Partido Conservador

## Regionale afdelingen
- Unión de Partidos Latinoamericanos (UPLA) - Landen in Latijns Amerika
- Asia Pacific Democrat Union (APDU) - Landen rond de Grote Oceaan
- Caribbean Democrat Union (CDU) - Landen in het Caribisch gebied
- Democrat Union of Africa (DUA) - Landen in Afrika
- Europese Democratische Unie (EDU) - Landen in Europa

- De Centrumdemocratische Internationale, een vereniging van christendemocratische en centristische partijen maakt deel uit van de IDU.

## Jeugdafdeling
De jongeren- en jeugdafdeling van de IDU draagt de naam Internationale Jong-Democratische Unie.